# Alberto Gómez Izquierdo
Alberto Gómez Izquierdo (Samper del Salz, 1870-Granada, 1930) fue un filósofo español.

## Biografía
Nacido en Samper del Salz, estudió en Andorra y en la Universidad de Zaragoza, compatibilizando la última con el seminario de Zaragoza. Fue ordenado en 1894, ejerciendo en La Puebla de Alfindén y dando clases de teología en Zaragoza. Fue durante el periodo el organizador de la sección de filosofía de la Revista de Aragón junto a Miguel Asín Palacios. Igualmente durante el periodo escribió un tratado sobre la historia de la filosofía en el siglo XIX.
En 1906 accedió a la cátedra de lógica de la Universidad de Granada, en la que estuvo durante casi tres décadas. Su pensamiento se considera derivado de las escuelas de Lovaina y Brentano y del catolicismo centroeuropeo del periodo. Igualmente mostró interés en filósofos españoles modernos de corte tomista y escolástico como Antonio Comellas y Cluet y Jaime Balmes, a cuyo pensamiento dedicó varios trabajos. 
El mismo año de 1906 la Revista de Aragón evolucionó en Cultura Española, con Gómez Izquierdo como uno de sus colaboradores destacados y responsable de la parte de filosofía moderna. También mantuvo su colaboración con sus antiguos corresponsales aragoneses, dedicando en 1915 un trabajo a los estudios de Asín y Palacios sobre la filosofía musulmana.
Como catedrático de filosofía estuvo en el centro del mundo académico español de principios de siglo. Sus intentos de lograr el traslado a la Universidad Central de Madrid fueron infructuosos al ganar Julián Besteiro. Igualmente consta su oposición al nombramiento de José Ortega y Gasset en la misma. Fue sin embargo amigo de Marcelino Menéndez Pelayo y Enrique Menéndez Pelayo.
Falleció en 1930.